# Катја Замолодчикова
Јекатерина Петровна Замолодчикова (рус. Екатерина Петро́вна Замоло́дчикова), позната и под мононимом Катја (рус. Катя), дрег персона је Брајана Џозефа Мекука, америчке дрег краљице, глумца, аутора и комичара. Катја је најпознатија по пласману на пето место у седмој сезони „Руполове дрег трке” и по пласману на друго место у другој сезони „Руполове дрег трке: Ол старс”, као и по серијалу „UNHhhh” у продукцији „Ворлд оф вондер”, и Вајсленд серијалу „Трикси и Катја шоу” које је водила заједно са Трикси Мател . У јуну 2019, магазин „Њујорк” рангирао је Катју на 13. месту на листи топ 100 звезда које су се појавиле у Руполовој дрег трци.

## Младост
Родом је из Марлбора у Масачусетсу, где је завршио и средњу школу. Једну годину је похађао Универзитет у Бостону пре преласка на Масачусетски колеџ за примењену уметност, где је студирао филм и уметност перформанса у програму Студија за међусобно повезане медије (СИМ) са усмерењем на психологију, где се први пут и заинтересовао за дрег. Има старијег брата и млађу сестру. Ирског је порекла и одрастао је у католичкој породици.

## Каријера

### Почеци дрег каријере
Брајан је створио руску дрег персону Јекатерину Петровну Замолодчикову 2006. године, користећи за то уметничко име комбинацију руских имена и име једне од његових омиљених гимнастичарки, Елене Замолодчикове. Када је стварао своју дрег персону, Брајан је изјавио да су га инспирисале „комичарке и смешне и занимљиве жене попут Трејси Алман, Марије Бамфорд, Лане дел Реј и Ејми Седарис”. Брајан је у емисији „Руполова дрег трка” изјавио да га је за руску персону инспирисала и професорка са Масачусетског колеџа за примењену уметност, која „ни по мећави није излазила из куће без стилето штикли и лица пуног шминке."  Брајан није Рус, али је похађао неколико курсева руског језика, као и видео курс „Изговори савршено” да би савладао акценат. Поред тога што говори руски, такође говори течно француски, а примећен је да говори и јапански и португалски.
Као Катја, Брајан је водио и месечну дрег шоу емисију под називом „Перестројка” у кабареу Жак. Катја је постала позната на локалној дрег сцени у Бостону по извођењу песама популарних руских уметника као што је Ала Пугачова, група „Тату” и Глукоза .

### Руполова дрег трка
Катја је четири пута била на аудицији за Руполову дрег трку на Лого ТВ-у пре него што је изабрана за учешће у седмој сезони. Победила је у два изазова пре него што је елиминисана у 11. епизоди, завршивши на петом месту након што је изгубила у наступу против Кенеди Давенпорт. Катјина елиминација била је контроверзна, јер је била веома популарна међу гледаоцима. Током поновног сусрета у седмој сезони, фанови су је прогласили за Мис конгенијалности.
Маја 16. 2016. године, Катја се појавила у финалу осме сезоне „Руполове дрег трке” да би крунисала следећу Мис конгенијалности: Синтију Ли Фонтејн .
Дана 17. јуна 2016. године, Катја је најављена као једна од чланица поставе у другој сезони „Руполове дрег трке: Ол старс”. У три епизоде је однела победу, а на крају је завршила као вицешампионка заједно са колегиницом Детокс .

### Остали пројекти
Катја је објавила неколико веб серијала на свом Јутјуб каналу „welovekatya”, укључујући „RuGRETs”, „RuFLECTIONS”, „Дрег 101”, „Total RuCall” и „Irregardlessly Trish” од којих је последњи о бостонској фризерки која живи у контејнеру. Катја импровизује део свог материјала, а у писању јој помаже и Ави Пол Вајнстин.
У новембру 2015. године, Катја се појавила на албуму „Краљице Божића”, певајући модификовану верзију песме „12 дана Божића”.
Катја такође учествује у албуму Трикси Мател „Homemade Christmass” у песми „The Night Before Contact”.
Заједно са колегиницом из Дрег трке, Трикси Мател, Катја је била и водитељка веб серије на Јутјуб каналу Ворлд оф Вондер под називом „UNHhhh”, која је дебитовала у марту 2016. године. 21. августа 2017. објављено је да ће Катја и Трикси имати своју емисију на Вајсленду, под називом „Трикси и Катја шоу”, која је премијерно емитована 15. новембра 2017.
Катја је имала улогу у филму „Ураган Бјанка 2: Из Русије с мржњом” из 2018. године, који је режирао Мат Кугелман, а у ком главну улогу игра Бјанка дел Рио .
2018. године Катја је са Крег МекНилом била водитељка подкаста под називом „Хировито нестални”. У новембру 2019. на подкасту је објављено да Катја напушта емисију.
У јесен 2018. године, Катја и Трикси ревитализовале су своју веб серију UNHhhh због свеукупне популарности и успеха емисије.
У пролеће 2019. године Катја је најавила своју турнеју у хумористичној емисији „Упомоћ, умирем”. Турнеја је снимљена за истоимени комедијски специјал који је емитован на каналу АутТВ у Канади октобра 2019. Била је доступна на захтев у фебруару 2020. године, а емитована је на Лого ТВ 4. марта 2020.
У новембру 2019. године, Катја и Трикси Мател водиле су нову емисију на Нетфликсовом Јутјуб каналу под називом „Волим да гледам” где реагују на разне емисије на Нетфликсу.
Своју прву књигу „Триксин и Катјин водич за модерну женственост” објавила је 14. јула 2020, у издаваштву Плум Букс. Књигу је написала заједно са колегиницом из дрег трке Трикси Мател, дебитујући на другом месту листе Њујорк Тајмса за „Савете, упутства и остало”.

## Лични живот
У јануару 2018. године, Брајан је најавио паузу у каријери због проблема са менталним здрављем, а његова турнеја „Упомоћ, умирем”, одложена је за пролеће 2019. Вративши се на Твитер у марту 2018. године, Брајан је најавио да ће турнеја вероватно бити преименована због његовог опоравка.
У епизоди свог подкаста „Хировито нестални”, из 20. марта 2018. године, Брајан је детаљно описао овај период, наводећи да је претрпео психотичну епизоду након коришћења метамфетамина. Накратко се вратио да живи са породицом у Масачусетсу пре него што је отишао у рехабилитациони центар у Аризони.

## Филмографија

### Телевизија
| Године    | Наслов                           | Улога                       | Напомене                                                              | Ref.   |
| --------- | -------------------------------- | --------------------------- | --------------------------------------------------------------------- | ------ |
| 2011      | Руполова дрег трка               | Лично (у дрегу)             | Сезона 3 - Епизода 1, снимак са аудиције                              |        |
| 2015      | Руполова дрег трка               | Лично (у дрегу)             | Сезона 7 - пласирана на 5. место, и осваја титулу мис конгенијалности | [ 31 ] |
| 2015      | Руполова дрег трка: Антакт       | Лично (у дрегу)             | Сезона 7                                                              |        |
| 2016      | Руполова дрег трка               | Лично (у дрегу)             | Сезона 8, епизода 10: "Велико финале"                                 | [ 32 ] |
| 2016      | Геј фор плеј гејм шоу са Руполом | Лично (панелиста)           | Сезона 1, епизода 2                                                   | [ 33 ] |
| 2016      | Руполова дрег трка: Ол старс     | Лично (у дрегу)             | 2. сезона - вицешампионка                                             | [ 34 ] |
| 2017      | Плејинг хаус                     | Лично (у дрегу)             | Сезона 3, епизода 8                                                   |        |
| 2017–2018 | Трикси и Катја шоу               | Лично (у дрегу и ван дрега) |                                                                       |        |
| 2018      | Следећи топ-модел Америке        | Лично (у дрегу)             | Циклус 24, епизода 6                                                  |        |
| 2018      | Руполова дрег трка               | Лично (у дрегу)             | Сезона 10, епизода 1                                                  |        |
| 2018      | Соба 104                         |                             | Сезона 2, епизода 3                                                   |        |
| 2019      | Приче о граду                    |                             |                                                                       |        |
| 2019      | Руполова дрег трка УК            | Лично                       | Сезона 1, епизода 6                                                   |        |
| 2020      | Еј-џеј и краљица                 | Магда                       | 1 епизода                                                             |        |
| 2020      | Упомоћ, умирем                   | Лично                       | Телевизијски специјал                                                 | [ 23 ] |
| 2020      | С љубављу, Виктор                | Лично                       | Сезона 1, епизода 8                                                   |        |

### Веб серијали
| Године          | Наслов                        | Улога             | Напомене                                                           | Ref.          |
| --------------- | ----------------------------- | ----------------- | ------------------------------------------------------------------ | ------------- |
| 2015            | RuFLECTIONS                   | Лично             | Присећање на догађаје из седме сезоне РуПолове дрег трке           | [ 35 ]        |
| 2015            | RuGRETS                       | Лично             | Присећање на догађаје из седме сезоне РуПолове дрег трке           | [ 36 ]        |
| 2015            | Irregardlessly Trish          | Триш              | Серија која прати један од њених алтер-ега, Триш                   | [ 37 ]        |
| 2015            | Fashion Photo RuView          | Лично             | Гост водитељ једне епизоде (са Трикси Мател)                       | [ 38 ]        |
| 2016            | Ја нисам доктор, са др Катјом | Лично             | У продукцији Ворлд оф Вондер                                       | [ 39 ]        |
| 2016            | Дрег 101                      | Лично             |                                                                    | [ 40 ]        |
| 2016            | Total RuCall                  | Лично             | Присећање на догађаје из друге сезоне РуПолове дрег трке: Ол старс | [ 41 ]        |
| 2016 – до данас | UNHhhh                        | Лично             | У продукцији Ворлд оф Вондер, заједно са Трикси Мател              | [ 18 ]        |
| 2018            | Fashion Photo RuView          | Лично             | Гостујући водитељ у четири епизоде                                 | [ 42 ] [ 43 ] |
| 2019            | Runway Rewind                 | Лично             | Гостујући водитељ у четири епизоде                                 |               |
| 2019            | The Pit Stop                  | Лично (гост)      |                                                                    |               |
| 2019-данас      | Волим да гледам               | Лично (водитељка) | Нетфликсова Јутјуб емисија                                         | [ 44 ]        |
| 2020            | Трикси и Катја спасавају свет | Лично (водитељка) |                                                                    |               |
| 2020            | The Pit Stop                  | Лично (гост)      |                                                                    |               |

### Филм
| Године | Наслов                             | Улога         | Напомене            | Ref.   |
| ------ | ---------------------------------- | ------------- | ------------------- | ------ |
| 2016   | Redmond Hand, Private Dick         | Доушник       | Краткометражни филм | [ 45 ] |
| 2017   | Себастијан                         | Ксенија       |                     | [ 46 ] |
| 2018   | Ураган Бјнцк 2: Из Русије с мржњом | Катја / Митја |                     | [ 47 ] |
| 2018   | Тиха соба                          | Давид         | Краткометражни филм | [ 48 ] |
| 2019   | Трикси Мател: покретни делови      | Лично         | Документарни филм   |        |
| 2019   | Краљице                            | Лично         | Документарни филм   | [ 49 ] |
| 2019   | Ру анђели                          | Отимач перика | Краткометражни филм | [ 50 ] |

## Дискографија

### Појаве на албумима
| Наслов                                     | Година   | Други уметници                         | Албум                         | Ref.   |
| ------------------------------------------ | -------- | -------------------------------------- | ----------------------------- | ------ |
| „Drag U“                                   | 2015     | Рупол                                  | RuPaul Presents: CoverGurlz 2 | [ 51 ] |
| "12 дана Божића"                           | 2015     | Остали такмичари РуПолове дрег трке    | Christmas Queens              | [ 52 ] |
| „Read U Wrote U“                           | 2016     | РуПол, Аласка, Детокс & Рокккси Ендруз | Неалбумски сингл              | [ 53 ] |
| "Merry Christmas, It's Whateva" (као Триш) | Н/Д      | Christmas Queens 2                     | [ 54 ]                        |        |
| „Bossa Nova Christmas in Outer Space“      | Џеки Бит | Christmas Queens 2                     |                               |        |
| „Ноћ пре контакта“                         | 2017     | Трикси Мател                           | Homemade Christmas            |        |

## Награде и номинације
| Година | Награда       | Категорија    | Рад   | Резултати | Реф    |
| ------ | ------------- | ------------- | ----- | --------- | ------ |
| 2020   | The Queerties | Дрег племство | Лично | Освојено  | [ 55 ] |